# Syntonarcha
Syntonarcha là một chi bướm đêm thuộc họ Crambidae.